# 帕默 (密歇根州)
帕默（英語：Palmer）是位於美國密歇根州馬凱特縣列治文鎮區的一個普查規定居民點。

## 人口
根據2020年美國人口普查的數據，帕默的面積為1.54平方千米，當中陸地面積為1.54平方千米，而水域面積為0.00平方千米。當地共有人口378人，而人口密度為每平方千米245.45人。